# Diga di Gümüşler
La diga di Gümüşler (Gümüşler Barajı) è una diga della Turchia. Si trova nella provincia di Niğde.